# Nuoto ai Giochi della XXVIII Olimpiade - 400 metri stile libero maschili

## Record
Prima di questa competizione, il record del mondo (WR) e il record olimpico (OR) erano i seguenti.
| Record mondiale | 3'40"08 | Ian Thorpe Australia | 30 luglio 2002 Manchester, Regno Unito |
| Record olimpico | 3'40"59 | Ian Thorpe Australia | 16 settembre 2000 Sydney, Australia    |

Durante l'evento non è stato migliorato i nessun record.

## Batterie
Si sono svolte 6 batterie di qualificazione. I primi 8 atleti si sono qualificati direttamente per la finale.

### 1ª batteria
1. Juan Carlos Miguel Mendoza, Filippine 4:01.99
2. Te Tung Chen, Taipei 4:03.71
3. Emanuele Nicolini, San Marino 4:08.28
4. Anas Sameer N H Abuyousuf, Qatar 4:11.99
5. Vasily Danilov, Kirghizistan 4:15.32
6. Sergey Tsoy, Uzbekistan 4:16.91
7. Neil Agius, Malta 4:22.14

### 2ª batteria
1. Giancarlo Zolezzi, Cile 3:56.52
2. Moss Burmester, Nuova Zelanda 3:57.29
3. Petar Stoychev, Bulgaria 3:59.86
4. Charnvudth Saengsri, Thailandia 3:59.89
5. Victor Rogut, Moldavia 4:01.68
6. Nenad Buljan, Croazia 4:02.76
7. Martin Kutscher, Uruguay 4:03.21
8. Aytekin Mindan, Turchia 4:06.85

### 3ª batteria
1. Lin Zhang, Cina 3:56.65
2. Juan Martin Pereyra, Argentina 3:57.26
3. Leonardo Salinas Saldana, Messico 3:58.36
4. Mahrez Mebarek, Algeria 3:59.10
5. Bojan Zdesar, Slovenia 3:59.38
6. Bruno Bonfim, Brasile 3:59.96
7. Boldizsar Kiss, Ungheria 4:02.87
8. Tae Hwan Park, Corea del Sud Squalificato

### 4ª batteria
1. Massimiliano Rosolino, Italia 3:47.72 -Q
2. Klete Keller, Stati Uniti 3:47.77 -Q
3. Nicolas Rostoucher, Francia 3:50.73
4. Andrew Hurd, Canada 3:50.81
5. Heiko Hell, Germania 3:52.06
6. Serhii Phyesenko, Ucraina 3:53.41
7. Ricardo Monasterio, Venezuela 3:54.41
8. Dimitrios Manganas, Grecia 3:54.78

### 5ª batteria
1. Grant Hackett, Australia 3:46.36 -Q
2. Yuri Prilukov, Russia 3:48.71 -Q
3. Takeshi Matsuda, Giappone 3:49.05 -Q
4. Łukasz Drzewiński, Polonia 3:50.97
5. Jacob Carstensen, Danimarca 3:51.09
6. Dragoș Coman, Romania 3:51.73
7. Adam Faulkner, Gran Bretagna 3:51.97
8. Mark Johnston, Canada 3:54.27

### 6ª batteria
1. Ian Thorpe, Australia 3:46.55 -Q
2. Larsen Jensen, Stati Uniti 3:46.90 -Q
3. Spyridōn Gianniōtīs, Grecia 3:48.77 -Q
4. Przemysław Stańczyk, Polonia 3:49.22
5. Christian Hein, Germania 3:49.66
6. Emiliano Brembilla, Italia 3:50.55
7. Marcos Rivera, Spagna 3:52.39
8. Graeme Smith, Gran Bretagna 3:52.41

## Finale
1. Ian Thorpe, Australia 3:43.10
2. Grant Hackett, Australia 3:43.36
3. Klete Keller, Stati Uniti 3:44.11
4. Larsen Jensen, Stati Uniti 3:46.08
5. Massimiliano Rosolino, Italia 3:46.25
6. Yuri Prilukov, Russia 3:46.69
7. Spyridon Gianniotis, Grecia 3:48.77
8. Takeshi Matsuda, Giappone 3:48.96